# オフィスとんで
株式会社オフィスとんで（OFFICE TOMDE Co., Ltd.）は、歌手でタレントの円広志が所属する日本の芸能事務所。本社は大阪府大阪市北区万歳町に所在する。1989年設立。社名の「とんで」は円の代表曲『夢想花』の歌詞「とんでとんで」に因む。

## 所属タレント
- 円広志
- 木田美千代（キダ・タロー夫人）
- 高本恭子
- 加納未樹

### 過去の所属タレント
- 森川美穂
- 土建屋よしゆき（故人）
- キダ・タロー（故人）